# Benno II

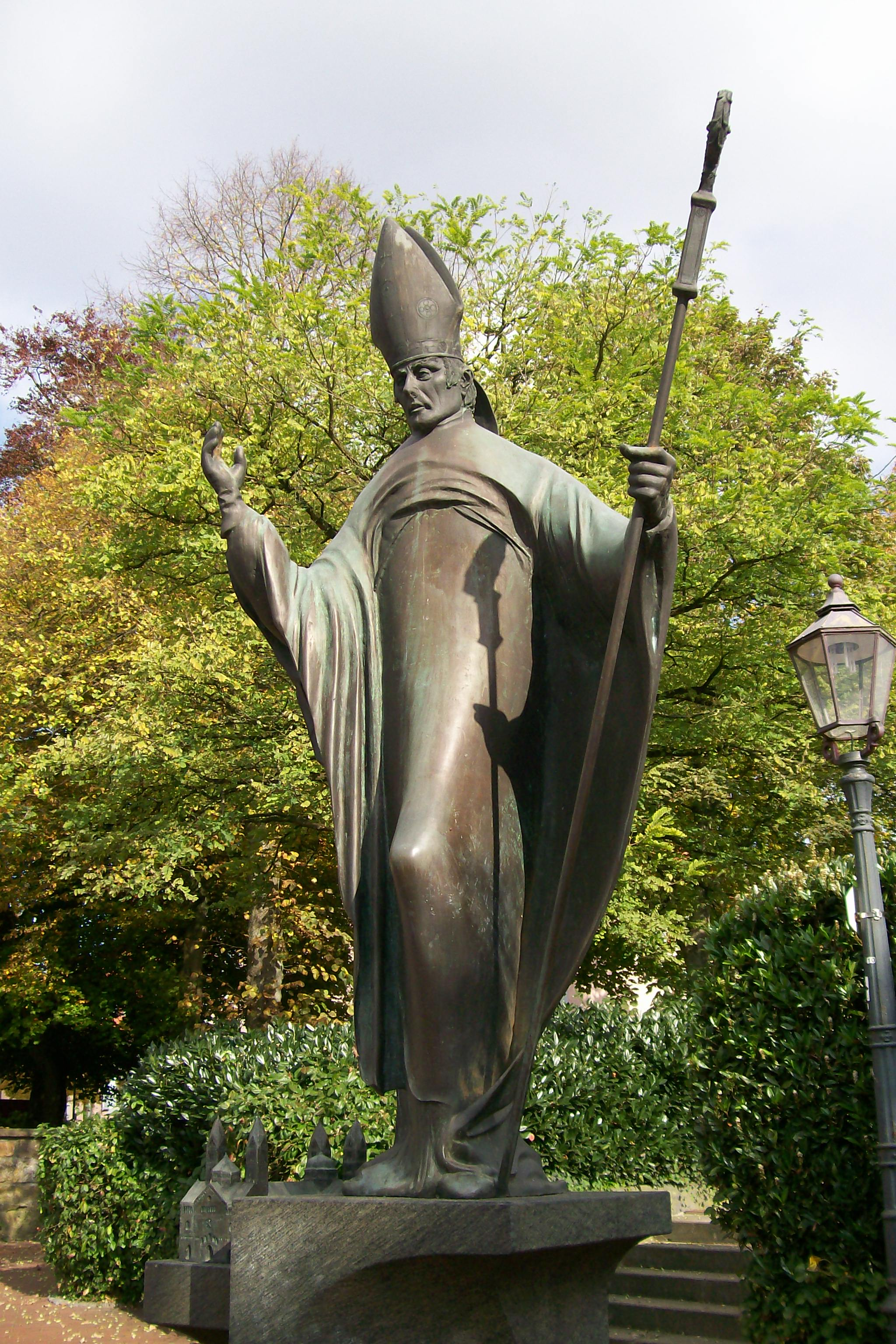
Benno II av Osnabrück, skulptur av Hans Gerd Ruwe i Bad Iburg.

Benno II var biskop av Osnabrück 1068-88.
Benno II kallades till Goslar av kejsar Henrik IV, som i honom fann en skicklig medhjälpare vid sina byggnadsföretag och en trofast förbundsvant i olyckan. Benno II blev domprost i Hildesheim och biskop i Osnabrück, han genomförde jordbruksreformer i sitt stift och skaffade dess biskopsstol rika inkomster genom urkundsförfalskning.